# Cimitekke, Reşadiye
Cimitekke là một thị trấn thuộc huyện Reşadiye, tỉnh Tokat, Thổ Nhĩ Kỳ. Dân số thời điểm năm 2011 là 2.202 người.